# ルキウス・ノニウス・アスプレナス
ルキウス・ノニウス・アスプレナス（ラテン語: Lucius Nonius Asprenas、生没年不明）は紀元前1世紀中期の共和政ローマの政治家・軍人。紀元前36年に補充執政官（コンスル・スフェクト）を務めた。

## 出自
アスプレナスは無名のプレブス（平民）であるノニウス氏族の出身である。ノニウス氏族が歴史に登場するのは紀元前1世紀になってからで、ルキウス・コルネリウス・スッラとの関係が深かったノニウス・スフェナス家がまず元老院階級となった（紀元前81年にセクストゥス・ノニウス・スフェナスがプラエトル（法務官）に就任）。本記事のルキウスは、氏族で最初にアスプレナスのコグノーメン（第三名、家族名）を名乗った人物であり、先祖に高位政務官経験者を持たないノウス・ホモである。カピトリヌスのファスティによれば、父と祖父のコグノーメンはルキウスとティトゥスである。

## 経歴
アスプレナスが現存する資料に最初に登場するのは紀元前46年である。アスプレナスはカエサルのアフリカ遠征に参加した。タプススの戦い（前46年4月5日）の当日、カエサルは自軍野営地の防衛のために、アスプレナスに2個軍団を委ねた。『アフリカ戦記』の著者は、このときのアスプレナスをプロコンスル（執政官代理）と呼んでいるが、これはアスプレナスがこれ以前に法務官を務めていたことを示唆する。歴史学者は、法務官就任年は紀元前47年、あるいは紀元前46年と考えている。
紀元前45年、アスプレナスはカエサルの第二次ヒスパニア遠征に参加し、騎兵部隊を指揮した（おそらくプラエフェクトゥス）。アッピアノスは紀元前44年の護民官アスプレナスに言及しているが、本記事のアスプレナスとは別人と考えられている。紀元前39年の元老院法令の一つに、アスプレナスは3番めに署名している。このことからも、アスプレナスが法務官経験者であることは確実と思われる。アスプレナスの名前はウァレンス（ガリア・ナルボネンシス）に残るラテン語碑文に、[L. Non] io L. fil. Asp] renati prop [c] oloni et incolae patronoと書かれている。歴史学者はアスプレナスがガリア・ナルボネンシスのパトロネスであっただけでなく、総督であったと考えている。
紀元前36年9月に、アスプレナスは離職したルキウス・ゲッリウス・プブリコラの後を受けて、補充執政官に就任した。執政官としての業績は不明で、ただ就任したことが分かるのみである。

## 子孫
アスプレナスは同名の息子がいたが、名前以外は何も知られていない。その子、即ちアスプレナスの孫のルキウス・ノニウス・アスプレナスとセクストゥス・ノニウス・クインクティリアヌスはそれぞれ西暦6年と8年に執政官を務めている。

## 参考資料

### 古代の資料
- アッピアノス『ローマ史』
- カピトリヌスのファスティ
- カエサル（アウルス・ヒルティウス代筆）『アフリカ戦記』
- カエサル（アウルス・ヒルティウス代筆）『ヒスパニア戦記』

### 研究書
- Broughton R. Magistrates of the Roman Republic. - New York, 1952. - Vol. II. - P. 558.
- Münzer F. Nonius // Paulys Realencyclopädie der classischen Altertumswissenschaft . - 1936. - Bd. XVII, 1. - Kol. 862-863.
- Münzer F. Nonius 13 // Paulys Realencyclopädie der classischen Altertumswissenschaft . - 1936. - Bd. XVII, 1. - Kol. 865.
- Münzer F. Nonius 14 // Paulys Realencyclopädie der classischen Altertumswissenschaft . - 1936. - Bd. XVII, 1. - Kol. 865-866.
- Münzer F. Nonius 15 // Paulys Realencyclopädie der classischen Altertumswissenschaft . - 1936. - Bd. XVII, 1. - Kol. 866.
- Münzer F. Nonius 53 // Paulys Realencyclopädie der classischen Altertumswissenschaft . - 1936. - Bd. XVII, 1. - Kol. 901.